# Svazi na Svjetskom prvenstvu u atletici 2015.
Svazi (danas Esvatini) se na Svjetskom prvenstvu u atletici 2015. u Pekingu natjecao od 22. do 30. kolovoza, s jednim predstavnikom.

## Rezultati

### Muškarci

#### Trkačke discipline
| Atletičar          | Disicplina | Kvalifikacija | Kvalifikacija | Poluzavršnica        | Poluzavršnica        | Završnica            | Završnica            |
| Atletičar          | Disicplina | Rezultat      | Plasman       | Rezultat             | Plasman              | Rezultat             | Plasman              |
| ------------------ | ---------- | ------------- | ------------- | -------------------- | -------------------- | -------------------- | -------------------- |
| Sibusiso Matsenjwa | 200 metara | 20,78 SB      | 7.            | Nije se kvalificirao | Nije se kvalificirao | Nije se kvalificirao | Nije se kvalificirao |